# Corina Dekker
Corina Dekker (Velsen, 28 juni 1983) is een Nederlands voetbaltrainer. Ze was van 2018 tot 2021 hoofdtrainer bij VV Alkmaar. Per 1 juli 2025 is ze aangesteld als hoofdtrainer van de vrouwen van FC Twente, waar ze de opvolger is van Joran Pot.

## Carrière
In 2014 ging Dekker aan de slag als trainer van de damesamateurs van Fortuna Wormerveer. Ook was ze een periode werkzaam als hoofdtrainer van VV Reiger Boys. In 2018 ging Dekker als assistent-trainer van eredivisionist VV Alkmaar aan de slag. In februari 2019 werd ze na het vertrek van Gideon Dijks interimtrainer en uiteindelijk hoofdtrainer. Dekker nam in augustus 2021 afscheid bij VV Alkmaar nadat er te weinig draagvlak was tussen haar en de clubleiding. In 2022 ging ze als videonalist aan de slag bij RKC Waalwijk, waar ze samenwerkte met Joseph Oosting. Ook volgde ze als enige vrouw de UEFA Pro-cursus waarmee ze het hoogste trainersdiploma hoopte te behalen. In juni 2024 werd bekend dat Dekker de opleiding met succes had afgerond, waarmee ze de vijfde vrouw werd die over het hoogste trainersdiploma beschikt.
In maart 2025 werd bekend dat Dekker vanaf het seizoen 2025/26 is aangesteld als hoofdtrainer van FC Twente. Ze wordt daarmee de opvolger van Joran Pot.